# Broholm (Schleswig)
Broholm (dänisch auch Bråholm bzw. Braaholm Skov) ist ein etwa 96 ha großes in den Gemeinden Schaalby und Taarstedt im Süden Angelns im nordöstlichen Schleswig-Holstein gelegenes Waldgebiet. In dem morphologisch stark gegliederten Waldgebiet stehen überwiegend Buchen, daneben auch Eichen, Eschen, in einigen Senken bestehen Erlenbrüche. Der älteste Baumbestand stammt von 1870. Der Wald fungierte früher teilweise als Bauernwald für die Einwohner von Füsing und Taarstedt. In den Jahren 1965 bis 1980 hat das Land Schleswig-Holstein sämtliche bäuerlichen Anteile des Wald aufgekauft. Im Nordwesten wird der Wald von der Loiter Au (Füsinger Au) abgegrenzt, über die eine Holzbrücke nach Scholderup (Skolderup) führt. Im Südosten entspringt die Geelbek (Gejl Bæk). Beide Bäche münden nach wenigen km in der Schlei. Das Waldgebiet befindet sich innerhalb der Grenzen des Naturparks Schlei.
Der Name leitet sich von dän. holm (für eine Erhebung in einer Niederung) und bro (Brücke) ab. Der Flurname ist 1837 schriftlich dokumentiert.